# 인히어런트 바이스
《인히어런트 바이스》(영어: Inherent Vice)는 토마스 핀천의 동명의 소설을 각색한 2014년 공개된 미국의 영화이다.

## 배역
- 호아킨 피닉스 - 래리 "닥" 스포텔로
- 조쉬 브롤린 - 크리스찬 F. "빅풋" 비욘센
- 캐서린 워터스턴 - 샤스타 페이 헵워스
- 오언 윌슨 - 코이 할링겐
- 리즈 위더스푼 - 페니 킴벌
- 베니치오 델 토로 - 산쵸 스마일랙스
- 제나 말론 - 호프 할링겐
- 마야 루돌프 - 페튜니아 리웨이
- 마틴 쇼트 - 루디 블래트노이드
- 조애나 뉴섬 - 소틸레지
- 에릭 로버츠 - 마이클 Z. "미키" 울프만
- 마이클 K. 윌리엄스 - 타리크 칼릴